# Мока (Пуерто-Рико)
Мока (ісп. Moca, МФА: [ˈmoka]) — муніципалітет Пуерто-Рико, острівної території у складі США. Заснований 22 червня 1772 року.

## Географія
Мока розташований у північно-західній частині острову Пуерто-Рико.
Площа суходолу муніципалітету складає 130 км² (26-е місце за цим показником серед 78 муніципалітетів Пуерто-Рико).

## Демографія
Станом на 2010 рік на території муніципалітету мешкало 40 109 ос.
Динаміка чисельності населення:

## Населені пункти
Найбільші населені пункти муніципалітету Мока:
| Населений пункт | Статус | Населення :   | Населення :   | Населення :   |
| Населений пункт | Статус | на 01.04.1990 | на 01.04.2000 | на 01.04.2010 |
| --------------- | ------ | ------------- | ------------- | ------------- |
| Асейтунас       | Селище | 1 834         | 1 688         | 1 436         |
| Мока            | Місто  | 4 231         | 4 757         | 3 861         |